# Кампанья-Меридиунал (микрорегион)

Кампанья-Меридиунал на карте.

Кампанья-Меридиунал (порт. Microrregião da Campanha Meridional) — микрорегион в Бразилии, входит в штат Риу-Гранди-ду-Сул. Составная часть мезорегиона Юго-запад штата Риу-Гранди-ду-Сул. 
Население составляет 	173 808	 человек (на 2010 год). Площадь — 	14 255,275	 км². Плотность населения — 	12,19	 чел./км².

## Демография
Согласно сведениям, собранным в ходе переписи 2010 г. Национальным институтом географии и статистики (IBGE), население микрорегиона составляет:						
| Полное население                             | Полное население                             | Полное население                             | Полное население                             | 173 808 |
| -------------------------------------------- | -------------------------------------------- | -------------------------------------------- | -------------------------------------------- | ------- |
| в том числе:                                 | Городское население                          | 141 746                                      | Процент городского населения, %              | 81,55   |
|                                              | Сельское население                           | 32 062                                       | Процент сельского населения, %               | 18,45   |
|                                              | Мужское население                            | 84 113                                       | Процент мужского населения, %                | 48,39   |
|                                              | Женское население                            | 89 695                                       | Процент женского населения, %                | 51,61   |
| Плотность населения, чел/км²                 | Плотность населения, чел/км²                 | Плотность населения, чел/км²                 | Плотность населения, чел/км²                 | 12,19   |
| Население микрорегиона в % к населению штата | Население микрорегиона в % к населению штата | Население микрорегиона в % к населению штата | Население микрорегиона в % к населению штата | 1,63    |

## Статистика
- Валовой внутренний продукт на 2003 составляет 1 532 363 864,00 реалов (данные: Бразильский институт географии и статистики).
- Валовой внутренний продукт на душу населения на 2003 составляет 8631,31 реалов (данные: Бразильский институт географии и статистики).
- Индекс развития человеческого потенциала на 2000 составляет 0,777 (данные: Программа развития ООН).

## Состав микрорегиона
В составе микрорегиона включены следующие муниципалитеты:
1. Асегуа
2. Баже
3. Дон-Педриту
4. Улья-Негра
5. Лаврас-ду-Сул